# Фёдор Данилович (князь острожский)
Фёдор Данилович, князь Острожский (ок. 1360—1446) — князь из рода Острожских, вместе со своим отцом Данилом Васильевичем является родоначальником династии. Православный святой. Его сын — Василий Федорович, князь острожский.

## Биография
Потомок князя Рюрика и князя Владимира Великого. Луцкий воевода, староста (1386—1392 рр.). Особенно почитаемый на Волыни. Впервые имя князя упоминается в 1386 году, когда в качестве его владений были утверждены Острожский, а потом Заславский и Корецкий округа. Заложил основу для дальнейшего процветания своего рода.
1385 год — его тесть, отец жены Агафьи, пан Чурило Бродовский пожаловал ему своё имение Бродово, чтобы князь, его жена и потомство «печаловали са душою моєю и жоны моее душею».
В 1386 году грамотой, данной 11 мая в Луцке, Владислав II Ягайло и Витовт отдали в наследственное владение город Острог с уездом и городами Заславом, Корцем и Хлопотиным князю Федору Даниловичу с его потомством (согласно другим источникам — подтвердили его права на Острог и дали ему города Корец и Заслав с многими сёлами).
В 1396 году Витовт увеличил его владения. В конце XIV или начале XV века Фёдор Данилович основал в Остроге римско-католический монастырь монахов-доминиканцев из Чехии. По мнению историка В. Воронина, этот и другие примеры свидетельствуют, что западнорусская православная знать ВКЛ проявляла немалый и вполне искренний интерес к западному христианству.  
Вместе с собственным отрядом принимал участие в Грюнвальдской битве в 1410 году. Позднее боролся на стороне гуситов против Тевтонского ордена.
Во время борьбы Витовта со Свидригайло за Волынь Фёдор стал на сторону последнего и в 1418 году освободил его из заточения в Кременецком замке. Князь Федор Острожский принял участие в войне великого князя литовского Свидригайло против короля польского Владислава Ягайло, защищая Волынь от поляков (так называемая Луцкая война). В 1432 году Федор Острожский и его союзники на реке Мурафа окружили поляков, лишь небольшая часть из которых спаслась, бежав в Галицию. В 1433 году князь Федор с боем взял Каменецкий замок.
В конце своей жизни (по одним данным — около 1441, по другим — около 1440 года), князь Федор Острожский оставил все свои мирские дела и постригся в монахи Киево-Печерского монастыря под именем Феодосия. Жил в Дальней Феодосиевой пещере, где и упокоился, окончив свой век.

## Память
В конце XVI — начале XVII веков был канонизирован. В 1638 году Афанасий (Кальнофойский) свидетельствовал, что «преподобный Феодор открыто почивает в Феодосиевой пещере в целом теле».
В 2002 году преподобный князь-инок причислен к лику святых угодников Божиих в Соборе Белорусских святых.
Днями памяти преподобного Феодосия Острожского являются 24 августа (по ст. ст. 11 августа), 10 сентября (по ст. ст. 28 августа) в Соборе Киево-Печерских святых, в Дальних пещерах почивающих, и во 2-ю Неделю Великого поста — в Соборе всех преподобных отцов Киево-Печерских.

1 апреля 2015 года по благословению Священного Синода Украинской Православной Церкви (журнал №15) во главе с Блаженнейшим Митрополитом Киевским и всея Украины Онуфрием было установлено празднование  Собора Святых Винницкой земли, куда среди прочих 15 подвижников, жизнь и подвиг которых связаны с Виннитчиной, был причислен и Преподобный Феодор, князь Острожский, Печерский, в Дальних пещерах (+ ок. 1410).

Дата празднования Собора Винницких Святых – 14 сентября (по новому стилю) в день начала индикта (церковного новолетия).

## Семья
Отец: Даниил Васильевич (Дмитриевич) - князь Острожский, Корецкий и Заславский с имениями Бродов, Родосиолки, Родогощи, Межеричи, Дьяков, Свищев, Городнич.,
Мать: Василиса.
Братья: Алексей и Андрей.
Жена: Агафья (в иночестве Агриппина).
Старший сын: Василий по прозванию Красный. 
Младший сын: Даниил.